# Laurent Grandguillaume
Ne doit pas être confondu avec Laurent Petitguillaume ou Laurent Guillaume.
Laurent Grandguillaume, né le 20 janvier 1978 à Besançon, est un dirigeant d’entreprise et responsable associatif, il a été homme politique français, ancien député de la Côte-d'Or. Essayiste, il a publié plusieurs essais et articles. 
Président bénévole de l'association nationale Territoires zéro chômeur de longue durée, il est l'auteur de la loi d'expérimentation territoriale visant à résorber le chômage de longue durée, votée à l'unanimité du Parlement en 2016. Cette loi a autorisé l'expérimentation Territoires zéro chômeur de longue durée dans dix premiers territoires. Il agit en particulier aux côtés d'ATD Quart Monde sur ce projet.
Élu local puis national, il a été entre mars 2008 et septembre 2016 conseiller municipal de Dijon et président du groupe majoritaire. Adjoint au maire de Dijon, François Rebsamen, délégué à la jeunesse, à la vie associative et à la démocratie locale, vice-président délégué aux finances du Grand Dijon, et conseiller général du canton de Dijon-5 jusqu'en 2016. Mandats desquels il a démissionné en septembre 2012, à la suite de son élection le 17 juin 2012 en tant que député de la première circonscription de la Côte-d'Or pour s'appliquer le non cumul des mandats. 
Son rôle de médiateur a été reconnu nationalement dans le cadre de deux conflits : celui entre auto-entrepreneurs et artisans en 2013, et celui entre taxi, VTC et plateformes numériques en 2016. Ses propositions de sortie de crise ont toujours été adoptées à l'unanimité au Parlement. En 2016, il est qualifié de "Pompier de la République" par Le Figaro. 
Membre du Parti socialiste (PS) entre 1996 et 2017, il en a été notamment le numéro 3 en tant que secrétaire national à l'organisation et aux adhésions. Il a été un des animateurs du courant réformiste sur le sujet du travail avec le mouvement Entreprendre à gauche. Face à l'absence de refondation des idées, il quitte le Parti socialiste en 2017. Il s'engage alors dans la vie associative et porte des projets entrepreneuriaux.
Également essayiste, il publie son premier livre en février 2016 pour appeler la gauche à une refondation des idées sur l'entreprise, le monde du travail, les technologies, l'environnement et la démocratie. Il publie ensuite un nouvel essai sur le civisme appelant les citoyens à se mobiliser pour voter. 
Il est aujourd'hui expert des mutations du travail, des nouvelles formes d'emploi, et des innovations sociales. Il publie à ce titre, et régulièrement, des articles dans des revues spécialisées ou scientifiques.

## Biographie
Laurent Grandguillaume, né à Besançon, a tout d'abord suivi ses études à Dijon à l’université de Bourgogne au sein de laquelle il obtient une licence et une maîtrise de sciences économiques avec une spécialité en Finances et en Politique monétaire. Il est influencé en particulier par le post-keynésianisme et par l'Ecole du circuit. Il est également titulaire d'un master 2 en Management, Organisation et Ressources humaines de l'Ecole des hautes études en sciences de l'information et de la communication (CELSA) de l'Université Paris 1 Panthéon-Sorbonne où il publie un mémoire qui porte sur la relation entre les travailleurs indépendants et les entreprises, et les nouveaux enjeux pour les ressources humaines. Il s'intéresse alors à la sémiologie et aux travaux de Theodor W. Adorno et Max Horkheimer sur la notion d'industrie culturelle et poursuit ses analyses avec les travaux du sociologue Hartmut Rosa.
Après avoir travaillé dans un grand établissement financier, il rejoint en 2001 l’équipe de François Rebsamen, maire de Dijon, en tant que conseiller spécial auprès du maire sur les thématiques des finances, des ressources humaines et des services à la population. Il participe à l’élaboration de nombreux projets locaux en particulier pour le développement économique du territoire en lien avec les entreprises.
En mars 2008, il est élu adjoint de la ville de Dijon délégué à la jeunesse, à la vie associative et à la démocratie locale, et créé notamment le festival Kultur'Mix et les budgets participatifs des commissions de quartier. Spécialiste des finances publiques, il préside la commission des finances du Grand Dijon en sa qualité de Vice-Président délégué aux finances de la communauté d'agglomération du Grand Dijon. Il participe ainsi aux grandes décisions destinées à renforcer l’attractivité de l’agglomération dijonnaise dont notamment la réalisation des deux lignes de tramway dont il pilote le financement.
En novembre 2008, il devient conseiller général du canton de Dijon V et à ce titre siège au Conseil général de la Côte-d'Or dans la commission relative à l'aménagement du territoire, l'économie, le logement, l'agriculture et le développement durable. Il est réélu avec une large majorité lors des élections cantonales de 2011.
Élu député de la 1re circonscription de la Côte d'Or, il démissionne de son mandat de conseiller général. Il a également démissionné de ses mandats d'adjoint au maire de Dijon et de vice président du Grand Dijon avant le mois de septembre 2012 dans le respect de ses engagements en matière de non-cumul des mandats entre le mandat de parlementaire et l'exécutif local.
Médiateur auprès du Premier Ministre dans les conflits entre les autoentrepreneurs et les artisans, puis entre les chauffeurs de taxi, de VTC et les plateformes, il réussit à faire adopter des mesures de sortie de crise à l'unanimité du Parlement à deux reprises. Il attire l'attention des responsables politiques sur la question de la paupérisation des travailleurs indépendants dont l'autonomie n'est pas garantie. 
En 2016, il porte la proposition de loi d'expérimentation visant à résorber le chômage de longue durée, dite loi "Territoires zéro chômeur de longue durée" qui autorise l'expérimentation dans dix territoires. Elle est adoptée également à l'unanimité du Parlement.
Il poursuit ensuite ses engagements dans le bénévolat associatif notamment à travers l'expérimentation nationale "Territoires zéro chômeur de longue durée" et devient sur le plan professionnel Directeur Général Adjoint du groupe Freeland qui accompagne des consultants et des formateurs dans la création de leur activité. Il rejoint également le bureau national de l'Association nationale des directeurs de ressources humaines en janvier 2023.

### L'engagement au Parti socialiste
Il est membre du Parti socialiste (PS) de 1996 à 2017.
Il devient secrétaire fédéral aux droits de l'Homme et à la laïcité de la fédération de Côte-d'Or du PS en 1998. Il est élu secrétaire de la section de Dijon, dite section Jean Moulin, en 2001, succédant ainsi à François Rebsamen qui occupait cette fonction depuis 1998. La section de Dijon du PS devient alors l'une des plus importantes en France en nombre d'adhérents[réf. nécessaire] (jusqu'à 900 en 2006). 
Membre depuis 2003 du conseil national du PS, il en a été le délégué national à la formation puis au développement du parti et à la rénovation. Il a notamment participé à l'organisation du Congrès national de Dijon en 2003, congrès fondateur pour engager une profonde rénovation, et à la mise en place de la campagne nationale d'adhésion de 2006 qui voit des dizaines de milliers de nouveaux adhérents en quelques jours.
Il est élu secrétaire national adjoint aux fédérations le 17 juillet 2012, secrétaire national à l'organisation et aux adhésions en novembre 2012 à l'occasion du congrès de Toulouse où il préside la dernière Commission des résolutions. Puis il devient secrétaire national aux politiques industrielles et à l'entreprise en juin 2015.
En 2016, il publie "La gauche a perdu sa boussole : offrons lui un GPS", un essai destiné à tenter d'éveiller un sursaut de la gauche. Il y développe le besoin de prendre en compte les grandes mutations de ce début du XXIe siècle : la transition technologique face à la révolution numérique, la transition économique face au technocapitalisme, la transition écologique face à l'anthropocène, la transition démocratique face au technopouvoir. Il appelle en particulier à réinventer le travail, à préparer l'entreprise du futur, à transformer le fonctionnement de notre Etat et à faire France.
Le 5 mai 2017, dans l'entre-deux-tours de l'élection présidentielle, il annonce qu'il quitte le Parti socialiste face à l'absence de volonté de débat, de rénovation et d'analyse sur les causes de l'échec du PS.

### Le Député, entrepreneur politique
Il intègre en début de législature, le 27 juin 2012, la commission des finances, de l'économie générale et du contrôle budgétaire de l'Assemblée nationale. Il est désigné par la commission des finances rapporteur spécial sur l'immigration, l'asile et l'intégration, le 11 juillet 2012. Il intègre la Mission d'évaluation et de contrôle en décembre 2012 aux côtés de Régis Juanico et le Comité consultatif de la législation et de la réglementation financières où il représente l'Assemblée nationale.
Il crée en novembre 2012 un groupe de réflexion national "Entreprendre à gauche" avec une dizaine de députés socialistes, dont notamment Thierry Mandon, Alain Fauré, Gwendal Rouillard et Sophie Errante. L'objectif est d'organiser régulièrement des débats avec des entrepreneurs et des syndicats afin d'être force de proposition pour le redressement économique. A l'été 2013, Il prend position pour le rétablissement de la défiscalisation des heures supplémentaires. Spécialiste de l'entreprise, il est nommé par le Premier ministre, Manuel Valls, Co-président du conseil de simplification pour les entreprises en juin 2014, avec Guillaume Poitrinal, entrepreneur, pour élaborer les mesures nationales de simplification, puis avec Françoise Holder, fondatrice notamment des Boulangeries Paul. 
Il est rapporteur thématique de plusieurs textes : la loi portée par Benoît Hamon relative à la consommation sur la partie banque et assurances, la loi portée par Emmanuel Macron sur la partie simplification pour les entreprises. Il est rapporteur de la mission d'information commune sur la Banque Publique d'Investissement Bpifrance à l'issue de laquelle il fait des propositions pour mieux prendre en compte les « très petites entreprises » (TPE) et les PME.

### Le Député, médiateur
À la demande du Premier ministre, Jean-Marc Ayrault, il effectue une mission pour le gouvernement en tant que médiateur national afin de sortir de l'opposition entre les autoentrepreneurs et les artisans, dans le cadre du débat sur le projet de loi de Sylvia Pinel. Le projet de loi, qui prévoit de diviser le seuil de chiffre d'affaires des autoentrepreneurs par deux, suscite une vive opposition des autoentrepreneurs rassemblés dans le mouvement des Poussins, et ne satisfait pas pleinement les artisans. Il travaille en lien avec Alain Griset et Fleur Pellerin. Ses propositions sont répertoriées dans un rapport intitulé "Passer du parcours du combattant au parcours de croissance". Elles sont adoptées à l'unanimité dans la loi Pinel sur les TPE, le commerce et l'artisanat, permettant ainsi de généraliser la simplification pour les microentreprises et de sortir durablement du conflit.
Le 26 janvier 2016, le Premier ministre Manuel Valls le sollicite pour proposer des solutions dans le cadre du conflit des chauffeurs de taxi et de VTC face aux plateformes numériques. En tant que médiateur national, de nouveau, il réunit alors tous les acteurs et propose des solutions conciliant la sécurité du consommateur (qualification, identification des acteurs et contrôles), la modernisation du secteur (nouveaux usages numériques, transmission du data à un régulateur), et la création d'un fonds de garantie sur les licences pour redonner de la visibilité aux acteurs. Il retrouve à l'occasion de cette mission Alain Griset. Si les propositions suscitent une vive opposition de la multinationale Uber qui refuse toute régulation, il porte une loi de sortie de conflit votée à l'unanimité à l'Assemblée nationale et au Sénat, la loi n° 2016-1920 du 29 décembre 2016 relative à la régulation, à la responsabilisation et à la simplification dans le secteur du transport public particulier de personnes. Il travaille à cette occasion en lien étroit avec le Sénateur Jean-François Rapin proche de Xavier Bertrand.
Il subit des pressions et des menaces pendant cette période mais réussit à faire adopter une loi de régulation du secteur à l’unanimité au Parlement .

### Le Député, entrepreneur social porteur du projet «Territoires zéro chômeur de longue durée»
Il est l'auteur et le rapporteur de la loi n° 2016-231 du 29 février 2016 d'expérimentation territoriale visant à résorber le chômage de longue durée, dite loi "territoires zéro chômeur de longue durée". Cette loi est votée à l'unanimité de l'Assemblée nationale et du Sénat.
Elle permet, à travers un fonds national présidé par Louis Gallois, de financer des emplois en contrat à durée indéterminée, dans le secteur de l'économie sociale et solidaire, pour répondre à de nouveaux besoins, dans 10 territoires expérimentaux, pendant cinq ans : Colombelles (Calvados), Colombey-les-Belles (Meurthe-et-Moselle), Jouques (Bouches-du-Rhône), Mauléon (Deux-Sèvres), la Métropole de Lille, la communauté de communes Nièvre et Forêt (Nièvre), le 13e arrondissement de Paris, Pipriac (Ille-et-Vilaine), Thiers (Puy-de-Dôme) et Villeurbanne quartier Saint-Jean (Rhône). Ces emplois sont proposés aux chômeurs de longue durée sur la base de leurs compétences. Le financement est de 17 000 euros par poste créé et par an, correspondant à l'économie générée, pour l'Etat et les collectivités territoriales, par la sortie du chômage de longue durée des personnes volontaires. Il s'agit de raisonner sur les coûts évités par la sortie du chômage de longue durée. En Europe, la ville de Bruxelles et la région de Wallonie comptent aussi s'inspirer de ces expérimentations.
En décembre 2016, Il crée l'association Territoires zéro chômeur de longue durée, avec comme membres fondateurs ATD Quart Monde, Emmaüs France, le Secours Catholique, le Pacte Civique et la Fédération des acteurs de la solidarité. L'objectif est d'être un comité de vigilance pour les dix premières expérimentations et de défendre l'extension avec la création d'un « droit d'option » pour tout territoire. Les villes de Marseille, de Lille, de Bordeaux, de Lyon, de Nantes, de Lille, de Paris, Grenoble, de Poitiers ont rejoint l'association, tout comme plus d'une centaine de territoires en France, pour préparer la deuxième étape.

### Le retrait de la vie politique pour de nouveaux engagements
Le 5 septembre 2016, il annonce qu'il ne sera pas candidat aux élections législatives de 2017. En faveur d'une limitation du cumul des mandats en nombre et dans le temps, il explique vouloir retrouver le secteur privé après dix années de mandats locaux et nationaux. Il démissionne par la même occasion de son mandat de conseiller municipal de Dijon,.
Dans le même esprit, il défend l'idée d'une loi qui limite le cumul des mandats à deux mandats successifs pour des mandats locaux et nationaux. Le 7 septembre 2016, il annonce qu'il ne se représentera à aucun renouvellement de ses mandats électifs pour se consacrer à d'autres formes d'engagement, en particulier au bénévolat en tant que Président de l'association nationale "Territoires zéro chômeur de longue durée". Pour lui, la politique au sens de la vie de la cité ne se limite pas aux mandats électifs, mais prend aussi tout son sens dans le bénévolat associatif et l’entrepreneuriat.

### Les engagements associatifs bénévoles
Il s'investit bénévolement depuis 2017 dans de nombreux projets qui concernent l'autonomie économique, les mutations du travail et l'inclusion.
Il est vice-président de la Fondation Travailler Autrement, think tank qui produit des publications sur les nouvelles formes d'emploi, les tiers-lieux. Il a participé avec Patrick Levy-Waitz à la création de l'association France Tiers-Lieux qui soutient l'émergence de nouveaux tiers-lieux en France dans les territoires urbains, péri-urbains et ruraux, en lien avec l'Agence Nationale de la Cohésion des Territoires. 
Il est aujourd'hui Président bénévole de l'ONG Territoires zéro chômeur de longue durée qui soutient l'expérimentation, organise la capitalisation et préparer son passage à l'échelle en France comme à l'étranger.

## Distinctions
- Chevalier dans l'Ordre National de la Légion d'Honneur[13]
- Chevalier dans l'Ordre National du Mérite[14]

## Ouvrages
- Expérimenter le droit à l'emploi, éditions Berger-Levrault, avril 2024.
- Je vote ou pas ?, éditions Albin Michel, septembre 2016.
- La gauche a perdu sa boussole, offrons-lui un GPS !, éditions du Moment, avril 2016.

## Publications
- Concilier expérimentation et retour d'expérience : enseignements du projet Territoires Zéro Chômeur de Longue Durée, Dans Entreprendre & Innover 2024/1-2 (n°58-59).
- Faire cohabiter des travailleurs indépendants et des salariés, un défi pour le management, Dans Administration 2024/1 (n°281).
- Les Lumières et la liberté de travailler : une liberté limitée par l’émergence de l’emploi subordonné pour les plus pauvres "", Dans la Revue Lumi, novembre 2022.
- L’exhaustivité est une boussole, l’altérité est son aiguille "", Dans la Revue Quart Monde 261 2022/1, pages 16 à 21.
- L’ubérisation est-telle une concession sauvage ? "", Dans la Revue Politique et Parlementaire, Economie n°1097, 22 janvier 2021.
- La crise sanitaire interroge l'avenir du travail "", Dans La Revue des Cadres, Revue n°485, Juin 2020.
- Les relations entre les travailleurs indépendants et les entreprises. De nouveaux enjeux pour les ressources humaines "", Dans Sociologies pratiques 2018/1 (N° 36), pages 135 à 136.